# Jürgen Ziebell
Christian-Friedrich Jürgen Ziebell (* 3. Juli 1906 in Charlottenburg bei Berlin; † nach 1964) war ein Ministerialbeamter in Bayern.

## Werdegang
Ziebell studierte Rechtswissenschaft, wurde Volljurist, Mitglied der SPD und übte den Beruf des Rechtsanwaltes aus. Im Jahr 1933 wurde er an der Universität Marburg zum Doktor der Rechte promoviert. Anschließend war er Gerichtsassessor und Rechtsberater der Deutschen Arbeitsfront. Im Jahr 1936 erhielt Ziebell die Zulassung als Rechtsanwalt beim Kammergericht Berlin; 1940 wurde ein ehrengerichtliches Verfahren gegen ihn angestrengt  und er schied aus der Anwaltschaft aus. Ziebell wurde im Jahr 1946 Ministerialdirektor, leitete die Rechtsabteilung des Staatsministeriums für Sonderaufgaben in München und wurde maßgeblicher juristischer Berater des Staatsministers für Politische Befreiung sowie unter Heinrich Schmitt der Verbindungsmann zur bayerischen Militärregierung und häufiger Vertreter Bayerns im Entnazifizierungsausschuss des Länderrats.:40
Er schlug ein Junktim mit Blitzentnazifizerung des Ochsensepps vor, wurde im Dezember 1946 von seinem Amt suspendiert und am 14. Januar 1956 zu einer Freiheitsstrafe von 15 Monaten verurteilt.
Am 22. Juli 1963 verurteilte der Bundesgerichtshof Heinz Felfe zu 14 Jahren Haft. Ende Juli 1964 verurteilte das Landgericht Karlsruhe Ziebell zu einer Zuchthausstrafe von fünfeinhalb Jahren u. a. wegen Betrugs und betrügerischen Bankrotts. Während der Untersuchungshaft traf Ziebell Heinz Felfe in der Justizvollzugsanstalt Karlsruhe. Über Ziebell setzte Felfe den KGB auf seinen Verteiler für einen Lesezirkel. Ein gemeinsamer Fluchtversuch scheiterte. Danach verliert sich Ziebells Spur. Felfe kam am 14. Februar 1969 in den Genuss eines Agentenaustausch in Herleshausen.